# Hans Rudolf Werdmüller
Hans Rudolf Werdmüller (* 6. Februar 1614 in Zürich; † 16. Dezember 1677 in Villingen) war ein Schweizer Offizier.

## Leben

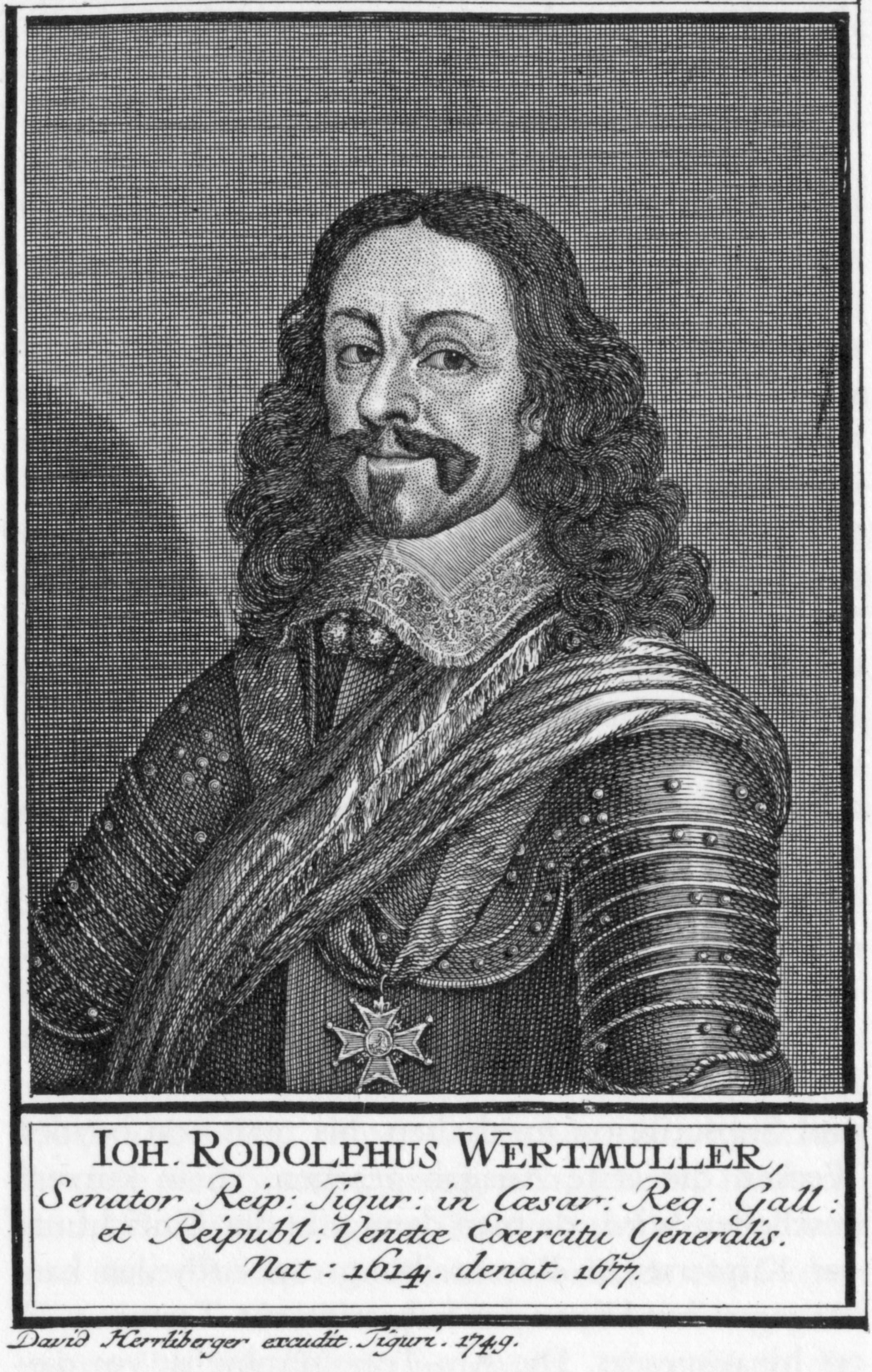
Porträt von Hans Rudolf Werdmüller, das seit 1749 durch den Kupferstecher David Herrliberger vervielfältigt wurde

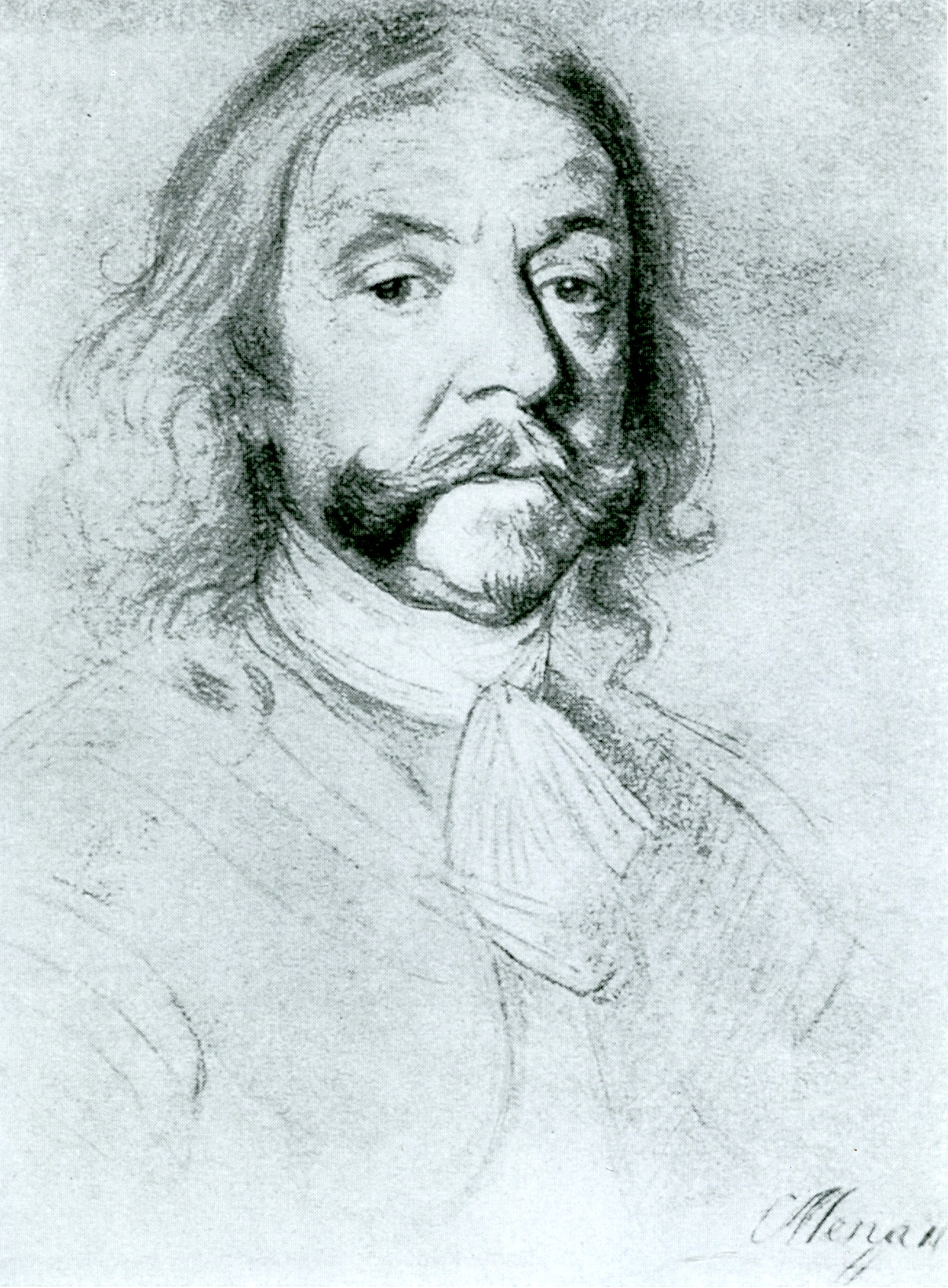
Werdmüller im Alter von 62 Jahren, Zeichnung von Matthäus Merian

Hans Rudolf Werdmüller wurde in Zürich als Sohn des wohlhabenden Seidenkaufmanns Johann Rudolf Werdmüller und dessen Ehefrau Barbara Wydenmann geboren.
Er verlor aber seinen Vater bereits im Alter von drei Jahren. Seine Schulbildung erhielt er an der Akademie in Genf, an der auch sein Bruder Hans Georg Werdmüller lernte, der später als Festungsingenieur die dritte Stadtbefestigung Zürichs plante. Später setzte Werdmüller seine Ausbildung in Lyon fort, wo er Festungsbau studierte.
Als reformierter Zürcher trat er im Dreissigjährigen Krieg 1633 in den Dienst des schwedischen Feldherrn Gustaf Horn und nahm an der Belagerung von Konstanz und der Schlacht bei Nördlingen teil. Im gleichen Jahr heiratete er auf Wunsch der Familie die 14 Jahre ältere Junkerstochter Anna Reinhard.
1637 zog es Werdmüller erneut in den Kriegsdienst. Unter seinem Stiefvater Oberst Caspar Schmid, der als Offizier in fremden Diensten zu Ansehen und Wohlstand gelangte, ging er ins Veltlin und diente als Oberstleutnant in einem Regiment von Henri II. de Rohan. Nach dem Tod des Herzogs von Rohan (6. April 1638) zog sich Werdmüller ins Privatleben zurück und widmete sich dem Seidengeschäft. Nach der Freilassung von Gustaf Horn trat er bis 1647 erneut in schwedische Kriegsdienste und brachte es bei der Belagerung von Freiberg 1643 unter Lennart Torstensson bis zum Oberst.
Nach diesem Aufstieg übernahm er 1648 im Auftrag Zürichs das Kommando über ein Regiment, welches bis 1650 zur Unterstützung der Republik Venedig in Dalmatien kämpfte. Wegen seines harten Führungsstiles erhielt Werdmüller nach seiner Rückkehr nach Zürich einen scharfen Verweis der Regierung und zog sich ins Privatleben zurück.
Er erbaute ein Landhaus auf der Halbinsel Au am Zürichsee. Er war von 1655 bis 1659  einer der Vertreter der Constaffel im Kleinen Rat Zürichs. Im Bauernkrieg von 1653 diente er als Generalmajor unter dem Kommando von General Konrad Werdmüller. Im ersten Villmergerkrieg von 1656 befehligte er als General die zürcherischen Truppen bei der erfolglosen Belagerung von Rapperswil, unterstützt von Bürgermeister Waser als Assistenzrat. Wegen der erfolglosen Belagerung und des Vorwurfes, gotteslästerliche Reden geschwungen zu haben, wurde er in Zürich wegen Landesverrat angeklagt und zur Aberkennung der Ratsherrenwürde sowie zur Zahlung eines Bussgeldes verurteilt.
Daraufhin verliess er Zürich und trat 1659 in französische Dienste, die er aber schon bald verliess, da er hier auf den Posten des Kommandanten von Château d’If abgeschoben wurde. 1663 trat er als Generalleutnant der Artillerie wieder in die Dienste Venedigs. Hier war er u. a. Kommandant der Landtruppen auf Kreta im 6. Venezianischen Türkenkrieg. Er konvertierte etwa 1672 insgeheim zum Katholizismus und trat dann 1673 als Feldmarschall-Leutnant in die kaiserlichen Dienste von Leopold I. Bei diesem Schritt spielte seine persönliche Abneigung gegen Henri de Turenne eine entscheidende Rolle.
Im Krieg gegen Frankreich konnte er eine Reihe von Erfolgen erzielen, so u. a. 1673 bei der Belagerung von Bonn, 1676 bei der Eroberung der Festung Philippsburg und der Einnahme von Saarbrücken im darauffolgenden Jahr.
Im Winter 1677/78 plante Werdmüller die Sicherung der Pässe im Schwarzwald und nahm deshalb in Villingen Quartier. Hier starb er am 16. Dezember 1677. Da das zwinglianische Zürich eine Bestattung des übergetreten Katholiken Werdmüller verweigerte, wurde er in der Villinger Nicolai-Kirche begraben.
Conrad Ferdinand Meyer hat Hans Rudolf Werdmüller später in seiner Novelle Der Schuß von der Kanzel zur Hauptfigur gemacht.